# Lac George (Floride)
Pour les articles homonymes, voir Lac George.
Le Lac George  ou Lac Welaka est un lac saumâtre de la région d'Ocala en Floride aux États-Unis.

## Hydrographie
Le lac George est situé le cours du fleuve Saint Johns. Mis à part celui-ci, il est alimenté par des sources salées : la Salt Springs, la Silver Glen Springs et la Juniper Springs. 
Profond en moyenne de 2,5 m, le lac est long d'environ 22 km pour environ 10 km de large. Ainsi avec une superficie de 186,16 km2, il est le second plus grand lac de Floride après le lac Okeechobee. Dans le passé, le lac était seulement le troisième plus grand lac de Floride après le lac Apopka mais des aménagements d'irrigation et l'extension des terres agricoles près de ce lac l'ont déclassé. 
La partie orientale du lac est bordée par la forêt nationale d'Ocala. Dans cette région, les Forces armées des États-Unis ont une zone d'entraînement de bombardement.
La plus grande île du lac se nomme Drayton Island.

## Milieu naturel

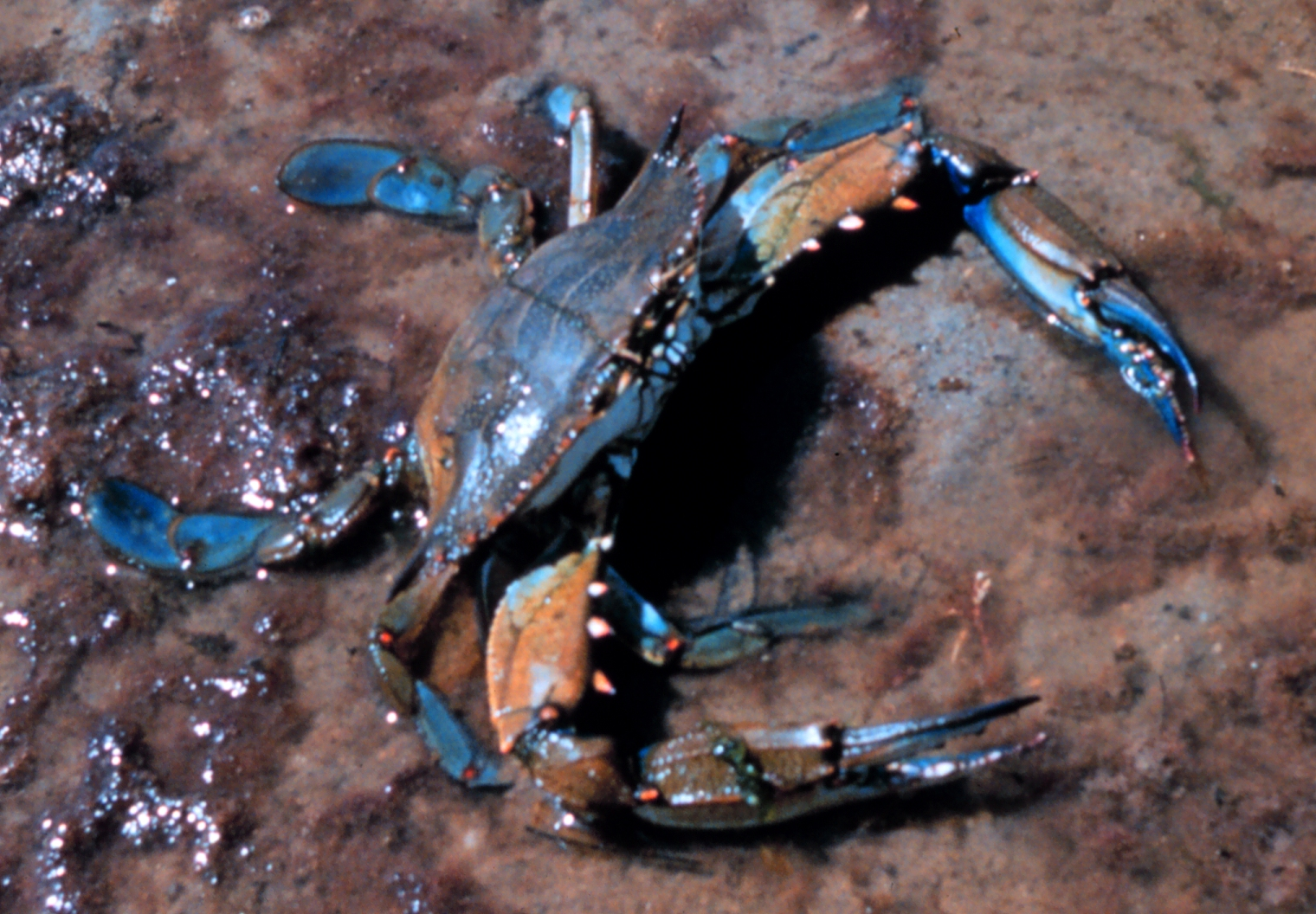
Crabe bleu.

La biodiversité du lac est importante : il accueille en effet de nombreux oiseaux migrateurs ainsi que des animaux que l'on trouve en général en mer. En effet, les sources d'eau salées qui alimentent le lac le rendent hospitalier pour toute une faune marine, comme des poissons tels que le Dasyatis sabina, plusieurs espèces de Mugilidae, le Morone saxatilis et le crabe bleu. La population de crabes est suffisamment importante pour qu'une activité piscicole ait pu se développer.